# HayKováts
Kovács István (Budapest, 1952. július 20.–), művésznevén HayKováts: magyar képzőművész, író, vállalkozó.

## Élete
Anyai és apai rokonsága a szabómesterségben dolgozott, vagy önállósodott. Édesapjának, Kováts Józsefnek mestervizsgája volt a szakmából. 1941-ben katonai frontszolgálatra vonult be, majd szovjet hadifogságba esett és csak 1947-ben tért vissza Magyarországra. A háború után kitanulta a gépésztechnikus szakmát, végül egy vegyészeti berendezéseket tervező vállalat középvezetőjeként ment nyugdíjba. Édesanyja több nyelven beszélő titkárnő volt, gyors- és gépíró ismeretekkel.
István kisgyermekkorától vonzódott a képzőművészetek és az irodalom iránt, de a technika is érdekelte. Szüleivel sokat látogatta a fővárosi és vidéki múzeumokat, képtárakat. Édesapja tanácsára végezte el az ötvös szakot a vágyott szobrász szak helyett a "Kisképzőben", ahol 1970-ben kiváló eredménnyel érettségizett.
Az érettségi utáni nyáron kútmérőként dolgozott a Geodéziai Kutatónál, ill. fizikai munkát végzett. Következett a katonaság, ezt követően 1971 őszén kezdte meg tanulmányait Szegeden, a Juhász Gyula Tanárképző Főiskola rajz-földrajz szakán. A főiskolát nem fejezte be, mert kalandvágyból csatlakozott az Orfeo bábegyütteshez, mely a '68-as nemzedék alapvető alternatív művészeti alkotóközössége volt idehaza. Közben az Orfeo művészeti közösséggel építkezésbe fogott Pilisborosjenőn, ahol két alkotóházat húztak föl másfél év alatt.
1972-ben kötött házasságot Ilyés Márta festőművésszel (1954–2008), akinek fiuk születése után egy évvel lábai lebénultak (sclerosis multiplex betegség okán), és kerekesszékből festette képeit. (2001-ben egyéni kiállítása nyílt a Műcsarnokban.)
Hogy családja megélhetését biztosítsa, cizellőrként helyezkedett el a kőbányai szoboröntödében, bútorosként a Katona József Színházban, majd kitanulta a faszobrász szakmát, amit 6 évig művelt egy szövetkezet alkalmazottjaként. 1978-tól önálló vállalkozásokba kezdett: 1990-ig divatékszer-készítéssel foglalkozott, 1990-től 1996-ig betörés-elhárítással. Kísérletező alkat, több találmányt is kidolgozott és levédetett, ám befektető hiányában az anyagi elismerés elmaradt.
1993-ban hozta létre Budán az ArtPont Stúdió kisgalériát (Bertalan Lajos utcai műhelye fölött), amely elsősorban Ilyés Márta művészetének menedzselésével foglalkozott. Vállalkozása 1996-ban tönkrement, s miután fölszámolta, vidékre költözött. Felesége állapota egyre romlott, vállalta az otthonápolást.
1996-ban vidéken önerőből építkezésbe kezdett, s egy év múlva beköltözhettek a tápiószentmártoni családi házba, ahol feleségét példaadóan ápolta. Ilyés Márta 2008-ban hunyt el.

## Munkássága
A HayKováts művésznév 2004-ben keletkezett: anyai és apai nagyapja neveiből vonta össze. Eleinte képzőművészeti munkáit szignálta így, újabban írói névként is használja.
Családi okok miatt 2013-ban fölhagyott a festészettel, utolsó munkája a Tubusvilág sorozat. Ettől fogva írói munkásságára koncentrál.
2013-ban kezdte írni A Gonosz génje című regénytrilógiát, melynek első és második része saját tervezésű borítóval jelent meg 2019-ben. 2020-ban a Kossuth Kiadó e-book formában jelentette meg a két részt. Az elektronikus könyvekhez új borítókat tervezett. A könyvsorozat honlapja: https://gonoszgenje.hu.
2022 novemberében a Papirusz Book kiadó gondozásában megjelent harmadik regénye: A félkezű rabló. Az új regényhez új honlapot szerkesztett, amin 2023 márciusától havonta bemutat egy elbeszélést, vagy néhány verset a Novellák menüpontban. Az előzmények az Archívum menüben olvashatók.

## Idézetek

### Tubusvilág
"Felülről magunkba töltjük a kávét, a reggelit, az ebédet, majd a vacsorát. Alul kimegy belőlünk a felesleg. Az angol „tube” szó csövet és tubust is jelent. Születéskor kapunk egy bőrhüvelyt, egy héjat, amit az idők során jól-rosszul feltöltünk.
Eljön a felnőttkor, aztán életünk során a tölteléket hasznosítjuk. Többet-kevesebbet kinyomunk magunkból, ahogy azt a szükség diktálja. Rosszabb esetben mások helyeznek prés alá.
Öregségünkre, ha tetszik, ha nem, elhasznált, kinyomott, meggyűrt tubusok leszünk. (...) A lényeges az, hogy a köztes időt mivel, és hogyan töltjük." (Mr. Tubus)

## Irodalmi művei

### Kötetei
- HayKováts: A Gonosz génje. Regénytrilógia; szerzői, Tápiószentmárton, 2018–
  - 1. A Gonosz lépéselőnyben; 2018
  - 2. A visszavágó; 2019
- A félkezű rabló; Papirusz Book, Bp., 2022

### Válogatott internetes publikációk
- versei
- Emlék idéző, avagy a képvásárlás dupla öröme (2015)
- A küszöb (Kodolányi János Főiskola Szépírói Műhelye, 2018)
- Társkereső (Irodalomismeret, 2018)